# Charlie Weber
Charles Alan "Charlie" Weber Jr., född 20 september 1978 i Jefferson City i Missouri, är en amerikansk skådespelare och före detta fotomodell. Han har bland annat sedan 2014 spelat rollen som Frank Delfino i den juridiska dramaserien How to Get Away with Murder (på TV-kanalen ABC).

## Bakgrund
Weber föddes i Jefferson City i Missouri. Han hoppade efter ett års studier av college, och flyttade därefter som 19-åring till New York, så att han kunde studera skådespeleri vid Stella Adler Studio of Acting. I sin modellkarriär medverkade Weber 1998 i Abercrombie & Fitchs julkatalog, som då hade återupplivats av fotografen Bruce Weber.

## Karriär
Weber filmdebuterade i den romantiska dramakomedin The Broken Hearts Club: A Romantic Comedy, som hade biopremiär i oktober 2000. Senare samma år fick han en återkommande roll som Ben Wilkinson i TV-serien Buffy och vampyrerna, där han medverkade i totalt fjorton stycken avsnitt, mellan åren 2000 och 2001. Han hade utöver allt detta även en del gästspel i TV-serierna The Drew Carey Show, Förhäxad, Veronica Mars, House, Burn Notice, Bones, Warehouse 13 och CSI: Crime Scene Investigation.
Mellan åren 2003 och 2004 hade Weber roller i filmer som Gacy och En djävulsk romans 3, för att sedan medverka i vampyrparodifilmen Vampyrer suger 2010. Mellan åren 2003 och 2004 hade han en återkommande roll som Jay, i The WB:s dramaserie Everwood. Mellan åren 2012 och 2013 medverkade Weber i MTV:s dramakomediserie Underemployed, och fick senare även en återkommande roll i tonårsdramat 90210 (säsong 5), på TV-kanalen The CW.
År 2014 fick Weber rollen som Frank Delfino i ABC:s juridiska dramaserie How to Get Away with Murder, som producerades av Shonda Rhimes. Han spelade även rollen som Christian Vance i den romantiska filmen Afters uppföljare After We Collided, under år 2020.

## Filmografi (i urval)

### Filmer
- 2000 – The Broken Hearts Club: A Romantic Comedy
- 2003 – Gacy
- 2004 – En djävulsk romans 3
- 2010 – Vampyrer suger
- 2019 – Coyote Lake
- 2020 – After We Collided
- 2022 – Panama
- 2023 – The Locksmith
- 2024 – The Painter

### TV-serier
- 2000 – The Drew Carey Show (TV-serie)
- 2000–2001 – Buffy och vampyrerna (TV-serie)
- 2001 – Förhäxad (TV-serie)
- 2003–2004 – Everwood (TV-serie)
- 2006 – CSI: New York (TV-serie)
- 2006 – Veronica Mars (TV-serie)
- 2007 – CSI: Miami (TV-serie)
- 2007 – CSI: Crime Scene Investigation (TV-serie)
- 2008 – Dirt (TV-serie)
- 2009 – Reaper (TV-serie)
- 2010 – House (TV-serie)
- 2011 – Burn Notice (TV-serie)
- 2011 – Bones (TV-serie)
- 2012 – Femme Fatales (TV-serie)
- 2012–2013 – Underemployed (TV-serie)
- 2013 – 90210 (TV-serie)
- 2013 – Warehouse 13 (TV-serie)
- 2014–2020 – How to Get Away with Murder (TV-serie)

### Videospel
- 2013 – Battlefield 4 (röst)